# Formosa (prowincja)
Formosa – prowincja w północnej Argentynie, przy granicy z Paragwajem. Zajmuje obszar 72,1 tys. km², liczba mieszkańców w 2002 roku wynosiła 496 tys. Stolicą prowincji jest miasto Formosa.
Prowincja znajduje się na równinie Gran Chaco, między rzekami Pilcomayo, Bermejo i Paragwaj. Gospodarka: hodowla bydła i owiec, uprawa bawełny i trzciny cukrowej oraz eksploatacja lasów (kebraczo).